# Centrum Innowacji i Transferu Technologii Politechniki Śląskiej
Centrum Innowacji i Transferu Technologii (CITT) – jednostka Politechniki Śląskiej służąca promocji współpracy nauki z biznesem i samorządem w celu wsparcia i rozwoju procesu transferu technologii i wiedzy z uczelni do gospodarki. Główną grupą do której skierowana jest aktywność CITT są przedsiębiorstwa zainteresowane rozwojem poprzez wdrażanie innowacji.
Działalność CITT to między innymi dostarczanie nowych lub rozwój już stosowanych technologii, poszukiwanie partnerów naukowych do realizacji prac badawczo-rozwojowych oraz partnerów do współpracy gospodarczej w zakresie transferu wiedzy, technologii i innowacji, realizacja projektów współfinansowanych ze środków Unii Europejskiej, promocja oferty technologicznej oraz badawczej Politechniki Śląskiej, wsparcie innowacyjnych projektów studentów Politechniki Śląskiej („Bolid Silesian Greenpower 2011”), wspieranie przedsiębiorczości akademickiej oraz powstawania innowacyjnych firm, doradztwo w sprawach ochrony własności przemysłowej, patentów i praw autorskich pracowników Politechniki Śląskiej oraz szereg usług oraz inicjatyw proinnowacyjnych. Aktywność CITT Politechniki Śląskiej obejmuje również administrowanie ogólnodostępnym i bezpłatnym Katalogiem Ofert Technologii Politechniki Śląskiej.

Siedziba CITT znajduje się w Gliwicach przy ul. Stefana Banacha 7.